# Арапахо (язык)
Ара́пахо (самоназвание — hinono’eitiit) — алгонкинский язык, относимый, по разным классификациям, к западной или к равнинно-алгонкинским группе. На нём говорят представители народа арапахо, основная резервация которых — резервация Уинд-Ривер (штат Вайоминг).

## Письменность
Алфавит арапахо основан на латинице и содержит 15 букв:
| B b | C c | E e | H h | I i | K k |
| N n | O o | S s | Ɜ   | T t | U u |
| W w | Y y | ’   |     |     |     |

| Буква | Произношение     |
| ----- | ---------------- |
| b     | Б / п            |
| c     | Дж / ч           |
| e     | Э                |
| h     | Х                |
| i     | И                |
| k     | К / г            |
| n     | Н                |
| o     | О                |
| s     | С / з            |
| Ɜ     | [θ], [ð]         |
| t     | Д / т            |
| u     | У                |
| w     | В / у            |
| y     | Й                |
| ’     | Гортанная смычка |

## Текущее положение
Точное число говорящих на арапахо в настоящее время неизвестно, однако предполагается, что язык имеет от 250 до 1000 носителей, использующих его постоянно. Развитие языка арапахо ограничено, хотя он и используется в некоторых фильмах, а также в 1903 году на этот язык была переведена Библия. Согласно одному из источников, около 300 человек старше 50 лет используют язык в Вайоминге, а в Оклахоме язык используется «горсткой людей, которым от восьмидесяти лет». В 1996 г. было примерно 1000 носителей среди северных арапахо. В 2008 г. создатели книги по грамматике языка оценили, что было около 250 людей, говорящих на языке бегло, а также «немного людей, понимающих язык». В 2008 г. было установлено, что открылась школа, где язык преподают детям. В 2015 были открыты лагеря для изучения языка. В настоящее время язык используется в некоторых школах. «Проект арапахо» — попытка людей арапахо возродить свою культуру и язык. Язык находится под угрозой исчезновения — это означает, что некоторые дети изучают его, но ему угрожают другие языки и он теряет носителей.

## Лингвистическая характеристика

### Фонетика
Фонетический строй языка арапахо имеет такие особенности, как противопоставлением гласных по долготе («э — ээ», «и — ии», «о — оо», «у — уу») и противопоставлением сильных (придыхательных) и слабых согласных. Долгота гласных является смыслоразличительной: hísiʼ «клещ», но híísiʼ «день».

### Морфология

#### Существительное
Существительные в языке арапахо подразделяются на одушевлённые и неодушевлённые. Одушевлённые существительные необязательно являются живыми (так же как и то, что существительное живое, необязательно означает, что оно одушевлённое): двери, планеты, призраки и др. в арапахо являются одушевлёнными. Некоторое существительные могут быть как одушевлёнными, так неодушевлёнными, но в таком случае одушевлённое существительное является более «активным» (например, бревно является неодушевлённым, но катящееся бревно является одушевлённым).

#### Глагол
Глаголы в языке арапахо подразделяются на классы в зависимости от переходности и одушевлённости их актантов. От переходности глагола зависит то, сколько актантов добавится к глаголу в виде аффиксов.
- Непереходный глагол, одушевлённый субъект:

hootóonéénoo wo’óhno.
otoonee-noo wo’ohn-o
ic.buy(ai)-1s shoe-pl
«Я занимаюсь покупкой обуви»
- Переходный глагол, неодушевлённый субъект:

hootoonóótowoo wo’óhno.
otoonoot-o-woo wo’ohn-o
ic.buy(ti)-inan-1s shoe-pl
«Я покупаю эту обувь»

## История изучения
В 1993 году чешский лингвист Зденек Салзманн в результате полевой и последующей научной работы в племени арапахо составил англо-арапахский словарь.